# Megarctosa naccai
Megarctosa naccai là một loài nhện trong họ Lycosidae.
Loài này thuộc chi Megarctosa. Megarctosa naccai được Lodovico di Caporiacco miêu tả năm 1948.